# Roger Mathekowitsch
Roger Mathekowitsch (ur. 24 maja 1961) – luksemburski lekkoatleta.
Brązowy medalista igrzysk małych państw Europy na 110 m ppł z 1987.
Mistrz Luksemburga na 110 m ppł z lat 1978-1987.
Rekord życiowy – 14,48 s (Bydgoszcz, 16 sierpnia 1979)